# Heterorachis insolens
Heterorachis insolens är en fjärilsart som beskrevs av Louis Beethoven Prout 1917. Heterorachis insolens ingår i släktet Heterorachis och familjen mätare. Inga underarter finns listade i Catalogue of Life.